# معركة الحجلة (1918)
معركة الحجلة هي معركة وقعت في 21 مارس 1918 بين قوات الإمبراطورية البريطانية من جانب والدولة العثمانية من جانب آخر وذلك خلال حملة سيناء وفلسطين كجزء من الحرب العالمية الأولى، تقع الحجلة (التي تسمى الآن مخدات حجلة) على نهر الأردن على بعد بضعة أميال من البحر الميت، حيث يفصل النهر اليوم ويشكل الحدود بين الأردن ومنطقة «الضفة الغربية»، ولكن في عام 1918 كانت المنطقة تشكل جزء من أراضي الإمبراطورية العثمانية، كان وفي وقت سابق قد نجحت القوات البريطانية في السيطرة على القدس في نهاية عام 1917، حاول الجنرال البريطاني إدموند ألنبي «شن هجوم» في جميع أنحاء الأردن باتجاه عمان في محاولة لقطع السكك الحديدية نتيجة لذلك اصتدمت قواته بالمقاومة في الحجلة والشمال في غرانية، حيث كانت تشكل معبر مهم.
قاومت القوات العثمانية القوات البريطانية التي حاولت عبور النهر في كلا الموقعين، حيث حاولت الكتيبة 2/19 (فوج بانكراس) في لندن التابعة للفرقة الستين عبور النهر عند الحجلة، فأرسلت القوات البريطانية السباحين مرارًا وتكرارًا عبر الحبال لمحاولة بناء جسر عائم فتم إطلاق النار على العديد من الجنود البريطانيين في الأردن قبل ان يتمكن البريطانيون من إنشاء الجسر أخيرا وبمجرد تأسيس الجسور، تولي البريطانيون الحفاظ على رؤوس الجسور من هجمات قوات العثمانيين، وعلي الرغم من نجاح البريطانيون في الحجلة لكن الهجوم على عمان فشل، فكان هذا الفشل في عمان تمهيدًا لمعركة مجدو في أقصى الشمال فيما يعرف الآن بفلسطين المحتلة. 